# Copa Constitució 2009
La Copa Constitució 2009 fue la 17.ª edición de la Copa Constitució. El torneo comenzó el 17 de enero de 2009 y finalizó el 23 de mayo del mismo año. El equipo campeón garantizó un cupo en la segunda ronda previa de la Liga Europa 2009-10.
FC Santa Coloma conquistó su 7.º título tras ganar en la final al FC Lusitanos por un marcador de 6-1.

## Primera ronda
| Fechas      | Local                   | Resultado | Visita                    |
| ----------- | ----------------------- | --------- | ------------------------- |
| 18 de enero | Extremenya              | 5:1       | Principat B               |
| 18 de enero | Atlètic Club d'Escaldes | 2:3       | Casa Estrella del Benfica |
| 18 de enero | Lusitanos B             | 7:1       | Jenlai                    |

## Segunda ronda
| Fechas      | Local                     | Resultado      | Visita                |
| ----------- | ------------------------- | -------------- | --------------------- |
| 20 de enero | Extremenya                | 3:2            | Rànger's              |
| 21 de enero | Casa Estrella del Benfica | 0:4            | Inter Club d'Escaldes |
| 22 de enero | Encamp                    | 4:4 (pen. 4-2) | Engordany             |
| 23 de enero | Lusitanos B               | 1:3            | Principat             |

## Cuartos de final
| Fechas           | Local en la ida       | Global | Local en la vuelta | Ida | Vuelta |
| ---------------- | --------------------- | ------ | ------------------ | --- | ------ |
| 1 y 8 de febrero | Extremenya            | 1:8    | UE Santa Coloma    | 0:4 | 1:4    |
| 1 y 8 de febrero | Inter Club d'Escaldes | 0:5    | FC Santa Coloma    | 0:2 | 0:3    |
| 1 y 8 de febrero | Principat             | 3:2    | Sant Julià         | 1:1 | 2:1    |
| 1 y 8 de febrero | Encamp                | 2:13   | Lusitanos          | 0:5 | 2:8    |

## Semifinales
| Fechas          | Local en la ida | Global | Local en la vuelta | Ida | Vuelta |
| --------------- | --------------- | ------ | ------------------ | --- | ------ |
| 10 y 17 de mayo | UE Santa Coloma | 1:7    | FC Santa Coloma    | 1:5 | 0:2    |
| 10 y 17 de mayo | Principat       | 4:7    | Lusitanos          | 3:3 | 1:4    |

## Final
| 23 de mayo de 2009 | FC Santa Coloma                                                    | 6:1     | FC Lusitanos       | Camp d'Esports d'Aixovall, Aixovall |  |
| 17:00              | - Juli Sánchez 12', 36' - Beto 30', 57' - Maicon 53' - Rodrigo 93' | Reporte | - Pedro Franco 72' |                                     |  |

| Campeón: FC Santa Coloma 7.º título |